# Concordia Parish
Concordia Parish is een parish in de Amerikaanse staat Louisiana.
De parish heeft een landoppervlakte van 1.802 km² en telt 20.247 inwoners (volkstelling 2000). De hoofdplaats is Vidalia.